# مدينة زايد الرياضية
ملعب مدينة زايد الرياضية ملعب رياضي شيد في يناير 1980، وبلغت تكلفته 550 مليون درهم إماراتي، وتتسع مدرجات الملعب الرئيسي إلى 43 ألف متفرج، وتبلغ المساحة الكلية لمدينة زايد 12 مليون قدم.
و لبناء مدينة زايد ثلاثة مراحل، وقد انتهت المرحلة الأولى في عام 1980، وتضمنت بناء الملعب الرئيسي وتجهيز الإستاد بمحطات للتصوير والنقل التلفزيوني عبر الأقمار الصناعية، كما تم بناء مبنى للخدمات العامة ومحطات الطاقة الكهربائية، تؤمن الإنارة للملعب في حال انقطاع التيار الكهربائي، كما زود الإستاد بشبكات ري إلكترونية.
و تضم المرحلة الثانية بناء صالة للتزلج على الجليد بلغت مساحتها 6 آلاف متر، وتضم الصالة حلقة للتزلج على الجليد مساحتها 800 متر، كما تم إنشاء مقر خاص للهيئة العامة للشباب والرياضة، ومقر لإتحاد كرة القدم الإماراتي، والهيئات الإدارية الخاصة بالمدينة الرياضية.
و في عام 1999 وبمناسبة استضافة دولة الإمارات لبطولة العالم الرابعة عشر للبولينغ، تم بناء صالة خليفة للبولينغ.
و في المرحلة الثالثة من مراحل تشييد مدينة زايد الرياضية، تقرر إنشاء مجمع ملاعب لكرة التنس، ويشمل ملعب رئيسي يتسع لحوالي 5000 متفرج، وتتجه النية حالياً لبناء حمامات سباحة أولمبية.

## كأس آسيا 2019
استضاف ملعب مدينة زايد الرياضية ثماني مباريات من بطولة كأس آسيا 2019، بما في ذلك المباراة الافتتاحية، ومباراة دور الستة عشر وربع النهائي، فضلاً عن المباراة النهائية.
| التاريخ       | الوقت | الفريق 2                 | النتيجة      | الفريق 1                 | المجموعة    | الجمهور |
| ------------- | ----- | ------------------------ | ------------ | ------------------------ | ----------- | ------- |
| 5 يناير 2019  | 20:00 | الإمارات العربية المتحدة | 1–1          | البحرين                  | المجموعة أ  | 33,878  |
| 8 يناير 2019  | 17:30 | العراق                   | 3–2          | فيتنام                   | المجموعة د  | 4,779   |
| 10 يناير 2019 | 20:00 | الهند                    | 0–2          | الإمارات العربية المتحدة | المجموعة أ  | 43,206  |
| 13 يناير 2019 | 17:30 | عمان                     | 0–1          | اليابان                  | المجموعة س  | 12,110  |
| 17 يناير 2019 | 20:00 | السعودية                 | 0–2          | قطر                      | المجموعة ر  | 16,067  |
| 21 يناير 2019 | 21:00 | الإمارات العربية المتحدة | 3–2 (ب.و.إ.) | قرغيزستان                | دور الـ16   | 17,784  |
| 25 يناير 2019 | 17:00 | كوريا الجنوبية           | 0–1          | قطر                      | ربع النهائي | 13,791  |
| 1 فبراير 2019 | 18:00 | اليابان                  | 1–3          | قطر                      | النهائي     | 36,776  |

## أهم البطولات التي استضافتها المدينة
- كأس الخليج 1982 وكأس الخليج 1994 وكأس الخليج 2007
- كأس آسيا للشباب 1985
- كأس آسيا 1996
- نهائي كأس العالم للشباب 2003
- نهائي كأس آسيا 2019
- كأس العالم للأندية 2009
- كأس العالم للأندية 2010
- الألعاب العالمية الصيفية للأولمبياد الخاص 2019[4]

## أكاديمية مدينة زايد الرياضية
أسّست أكاديمية مدينة زايد الرياضية في سبتمبر 2016 وتقع في مدينة زايد الرياضية، وهي منصة تشارك من خلالها مدينة زايد الرياضية خبرتها الرياضية مع مجموعة ضخمة من عشاق الرياضة. وتعتمد أكاديمية مدينة زايد الرياضية على تقديم حصص رياضية تضمن تحول الرياضة إلى عادة تدوم مدى الحياة. وتقدم أكاديمية مدينة زايد الرياضية حصص التنس، وركوب الدراجة، والتزلج على الجليد للكبار وللصغار في أبوظبي.

## معرض الصور

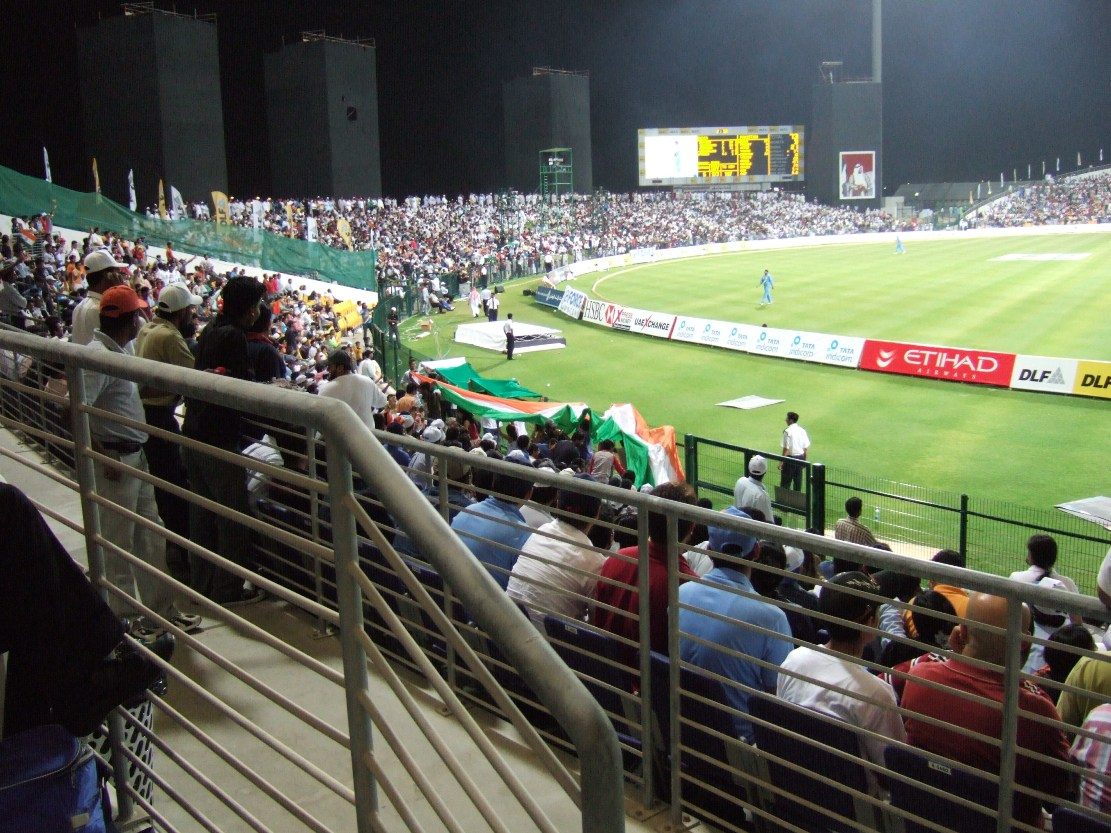

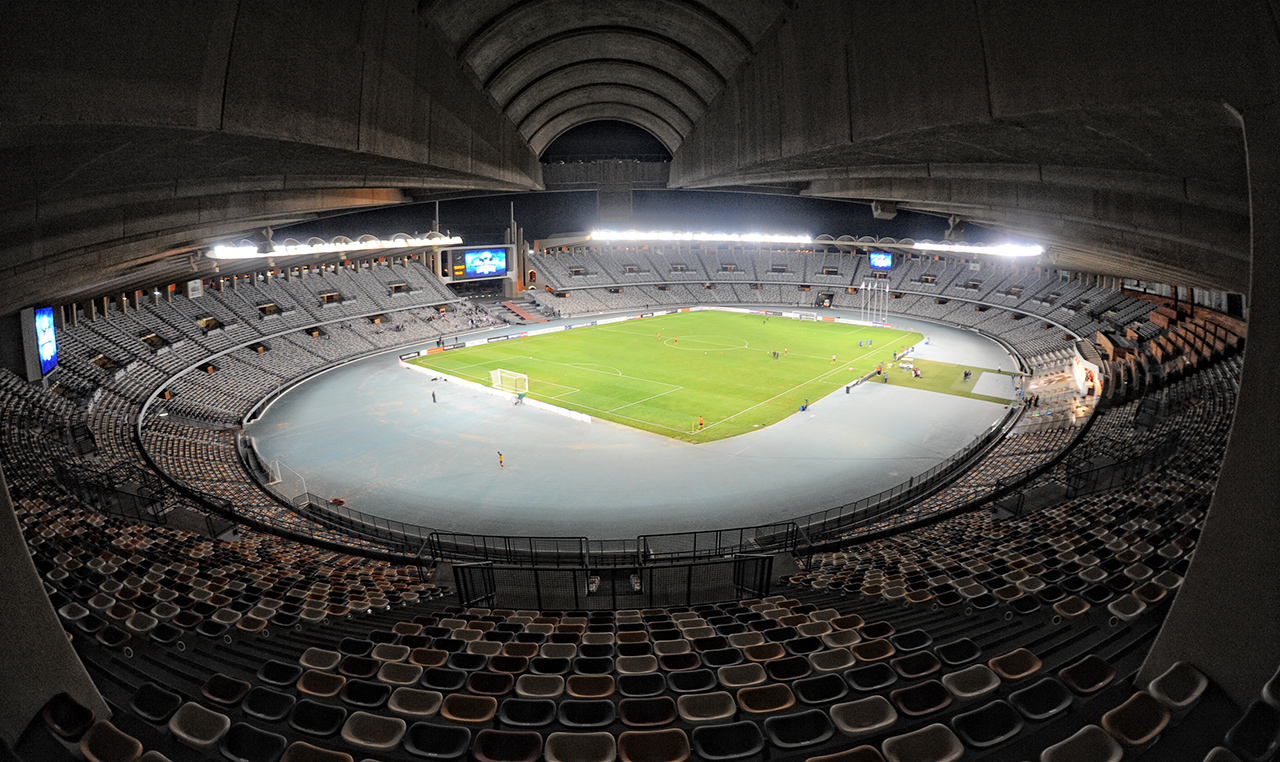

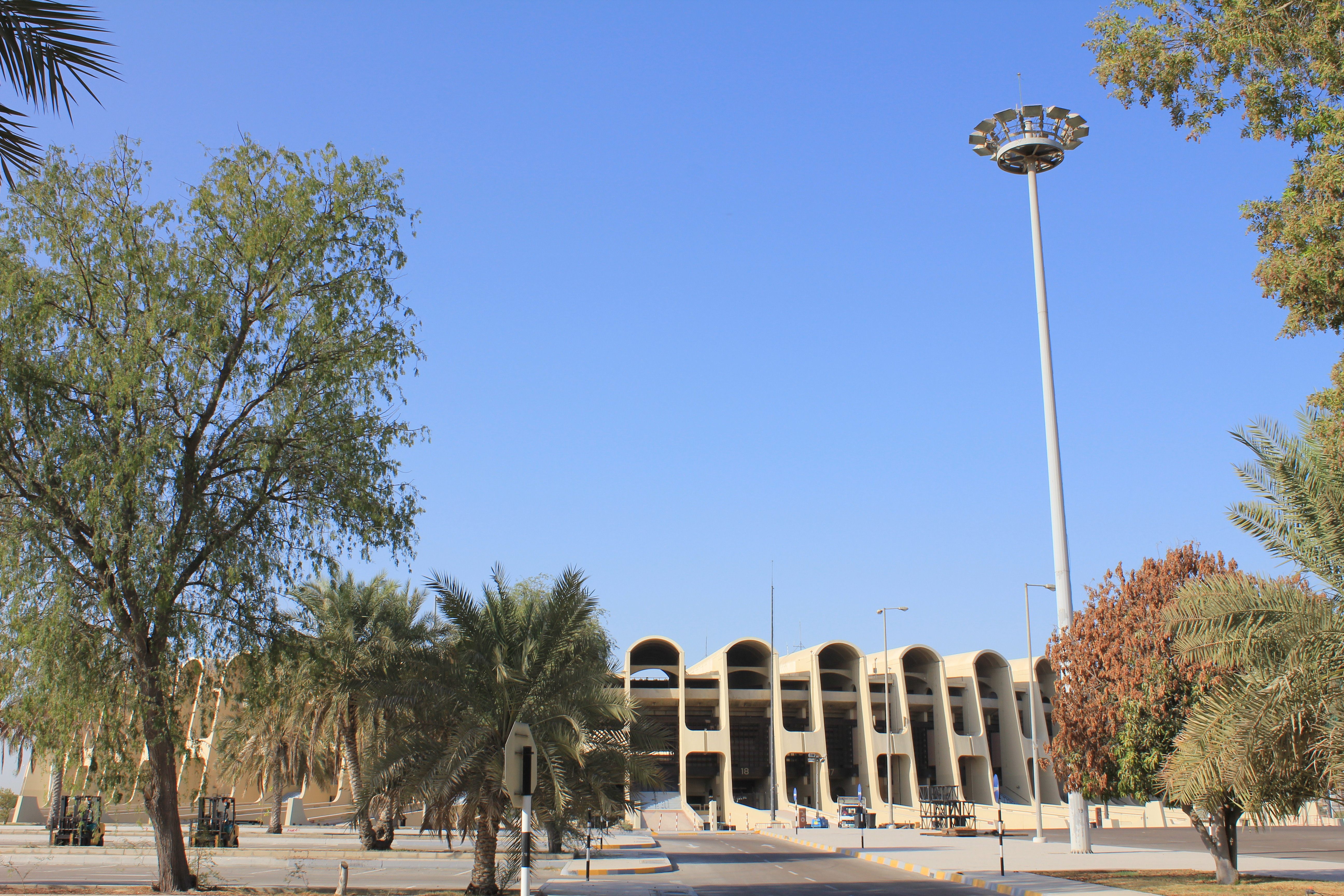

## وصلات خارجية
- الموقع الرسمي